# Олександрівська сільська рада (Тростянецький район)
Олександрівська сільська рада — колишній орган місцевого самоврядування у Тростянецькому районі Вінницької області з адміністративним центром у с. Олександрівка.

## Населені пункти
Сільській раді були підпорядковані населені пункти:
- с. Олександрівка
- с. Демківка
- с-ще Демківське

## Склад ради
Рада складалася з 14 депутатів та голови.

### Керівний склад сільської ради
| П. І.Б.                      | Основні відомості                                                | Дата обрання | Дата звільнення |
| ---------------------------- | ---------------------------------------------------------------- | ------------ | --------------- |
| Ясенчук Тетяна Володимирівна | Сільський голова, 1967 року народження, освіта вища, безпартійна |              |                 |

Примітка: таблиця складена за даними джерела